# Терцо Кавоне (Матера)
Терцо Кавоне (итал. Terzo Cavone) је насеље у Италији у округу Матера, региону Базиликата.
Према процени из 2011. у насељу је живело 99 становника. Насеље се налази на надморској висини од 24 м.